# Fouad Laroui
Fouad Laroui (nacido el 12 de agosto de 1958) es un escritor y economista marroquí, nacido en Oujda, Marruecos. Tras sus estudios en el Lycée Lyautey (Casablanca), asistió a la prestigiosa École Nationale des Ponts et Chaussées (París, Francia), donde estudió ingeniería. Tras trabajar brevemente en la compañía Office Cherifien des Phosphates en Khouribga (Marruecos), se trasladó al Reino Unido donde vivió varios años en Cambridge y York. Posteriormente, obtuvo un doctorado en economía y se trasladó a Ámsterdam, donde empezó su carrera como escritor.
Ha publicado alrededor de una veintena de libros entre novelas, colecciones de hostorias cortas, ensayos e incluso dos colecciones de poesía en neerlandés. Ha recibido diversos reconocimientos como el Premio Goncourt de la novela, el Premio Jean-Giono y la Gran Medalla de la literatura de la Academia francesa.
También participa en una crónica literaria para la revista semanal Jeune Afrique y Economia magazine, y en la radio franco-marroquí Médi1.

## Obras
- Les Dents du topographe (Julliard, 1996) - Crónica de un joven en Marruecos, un relato que marca el rechazo al orden establecido y un sentimiento de desapego por su patria. Price descubrió a Albert-Camus.
- De quel amour blessé (Julliard, 1998) - La historia de un amor imposible entre un magrebí que vive en París y una chica judía. Ganador del premio Mediterráneo de Colegios, Premio Radio-Beur FM .
- Méfiez-vous des parachutistes (Julliard, 1999) - Un retrato cómico de la sociedad marroquí contado a través de la vida de dos personajes.
- Le Maboul (Julliard, 2000) - Una colección de cuentos satíricos sobre la sociedad marroquí.
- La fin tragique de Philomène Tralala (Julliard, 2003)
- Tu n'as rien compris à Hassan II (Julliard, 2004) - Una colección de cuentos.
- Sobre el islamismo. Una refutación personal del totalitarismo religioso (Ediciones Robert Laffont, octubre de 2006)
- L'Oued et le Consul (Julliard 2006) : colección de cuentos.
- Le jour où Malika ne s'est pas mariée (Julliard 2009) : novela
- Une année chez les Français (Julliard 2010): Novela, inscrita en la lista del Premio Goncourt 2010.
- Democracy and Islam in the Magreb an Implications for Europe, en: Zeyno Baran (Ed.), The Other Muslims: Moderate and Secular, Nueva York: Palgrave Macmillan, 2010
- La Vieille Dame du riad (Julliard, 2011) : novela
- El curioso caso de los pantalones de Dassoukine (Deep Vellum, 2016): cuentos
- Des Bédouins dans le polder (Le Fennec, 2010) - Marroquíes en Holanda: anécdotas, cosas vistas, conversaciones escuchadas en las calles de Ámsterdam y otras ciudades holandesas.
- Beduinos en el pólder. Historias tragicómicas de la emigración (Zellige, 2010).
- Une année chez les Français (Julliard, 2010): novela que fue preseleccionada para el Premio Goncourt y ganó el Premio de l'Algue d'or (Saint-Briac-sur-Mer, Francia en 2011) 20108.
- Le Drame linguistique marocain (Zellige; Le Fennec, 2011): no ficción
- Le jour où j'ai déjeuné avec le Diable (Zellige, 2011) : crónicas
- Du bon usage des djinns (Zellige, 2014) : crónicas
- Les Tribulations du dernier Sijilmassi (Julliard, 2014) : novela
- Une lecture personnelle d'Averroès (Éditions universitaires d'Avignon, 2014) : no ficción
- D'un pays sans frontières (Zellige, 2015): no ficción
- L'Oued et le Consul (Flammarion, 2015) : cuentos
- Ce vain combat que tu livres au monde (Julliard, 2016) : novela. Premio literario de los estudiantes de secundaria del Líbano 201811
- L'insoumise de la Porte de Flandre (Julliard, 2017) : novela
- Dieu, les mathématiques, la folie (Robert Laffont, 2018) : no ficción
- Un ruego para los árabes. Vers un récit universel (Mialet Barrault, 2021) : no ficción